# Стара Скварява
Стара Скваряв́а — село в Україні, у Жовківській міській громаді Львівського району Львівської області.

## Розташування
Лежить на південь від Жовкви. На схід лежать Сопошин і Мацошин, на південь — Мокротин, на захід — Нова Скварява, на північ — Глинськ і Жовква. Вздовж південного кордону села протікає річка Свиня. На пн.-сході села, в лісі Загуменному, утворюється притока Свині і пливе на схід до Сопошина. В долині цього потоку лежить сільська забудова.

## Історія
Стара Скварява (пол. Skwarzawa Stara) — згадується в документі 1368 року як «село королівське». Належало до Жовківського повіту.
В 1880 році було 97 будинків, 558 жителів у гміні. (315 греко-католиків, 235 римо-католиків, 8 ізраелітів; 489 русинів, 14 поляків, 55 німців). Парафія римо-католицька була в Жовкві, греко-католицька була в Новій Скваряві. В селі була церква. Стара та Нова Скварява належали раніше Жолкевським і Собеським. В рукописі, що знаходився в бібліотеці Осолінських (№ 2837), на стор. 162 можна прочитати: «A.D. 1633 die 28 februarii. Cracoviae in comitiis coronationis. Ex actis metrices regni. Privilegium super villas regales, Krechow, Skwarzawa Nowa vulgo dicta Czajkowa Wola, Skwarzawa Stara etc. ad capitaneatum Javoroviense pertinentes Generoso, Vladislao Kazanowski, capitaneo crosnensi a Vladislao quarto rege collatum». В люстрації з 1661 і 1662 років (Рукопис Осолінських № 2834, стр. 223) можна прочитати: «Це село на чвертях ланових здавна посаджено. Підданих в цьому селі перед війною було 150; тепер тільки на 4 чвертях сидять 12. Інші чверті лежать пустими… Млин у цьому селі був, 12 років уже пустує чума… Корчма в цьому селі була, тепер пустує, однак пиво з двірського бровару там дають. Межує це село з Мокротином з одного боку, з Мацошином (Macierzyn) з другого, з Глинськом з третього, з Креховом з четвертого боку».
12 червня 2020 року, відповідно до розпорядження Кабінету Міністрів України № 718-р «Про визначення адміністративних центрів та затвердження територій територіальних громад Львівської області», село увійшло до складу Жовківської міської громади.
19 липня 2020 року, в результаті адміністративно-територіальної реформи та ліквідації Жовківського району, село увійшло до складу новоствореного Львівського району.

## Пам'ятки
За гора (Загора) — ентомологічний заказник місцевого значення.
У селі біля мурованого храму (1885) збереглася дерев'яна церква Святого Архистратига Михайла (1508), реставровану у 2015 році з унікальним Староскварявським іконостасом XVI—XVIII ст.

## Відомі люди

### Народилися
- Мариняк Володимир Степанович (*1971) — український футболіст, півзахисник.
- Йосиф Чепіль (1897—1960) — український церковний діяч, священник УГКЦ, василіянин, доктор богослов'я, педагог, ігумен василіянських монастирів у Перемишлі, Львові і Чорткові.